# Jerguš Pecháč
Jerguš Pecháč (* 31. Oktober 2001 in der Slowakei) ist ein slowakischer Schachgroßmeister.
Bei der U12-Europameisterschaft 2012 in Prag belegte er den dritten Platz. In der Saison 2014/15 der slowakischen Extraliga und der 2. slowakischen Liga steigerte er seine Elo-Zahl für TJ Slávia CAISSA Čadca spielend um 426,4 Punkte. Der Großmeistertitel wurde ihm von der FIDE im Juni 2019 verliehen. Er löste damit Christopher Repka als jüngsten slowakischen Großmeister ab. In der tschechischen Extraliga spielte Pecháč in der Saison 2019/20 für GASCO Pardubice, in der slowakischen Extraliga in der Saison 2019/20 für den Meister CVČ Mladosť VIX Žilina.